# Ömer Erdoğan
Ömer Erdoğan (Kassel, 3 maggio 1977) è un allenatore di calcio ed ex calciatore tedesco naturalizzato turco, di ruolo difensore, tecnico del Sivasspor.

## Carriera

### Giocatore

#### Club
Durante la sua carriera ha giocato con numerose squadre di club, tra cui, dal 2006, con il Bursaspor, di cui è stato capitano.

#### Nazionale
Nel 2010 ha giocato 3 partite con la nazionale turca.

## Palmarès

### Giocatore

#### Competizioni nazionali
- Campionato turco: 1

Bursaspor: 2009-2010